# Sölk
Sölk  ist eine österreichische Gemeinde im Bezirk Liezen in der Steiermark, die durch die Zusammenlegung der vormals eigenständigen Gemeinden Großsölk, Kleinsölk und Sankt Nikolai im Sölktal im Rahmen der Steiermärkischen Gemeindestrukturreform 2015 entstand.
Eine Beschwerde, die von der Gemeinde St. Nikolai im Sölktal gegen die Zusammenlegung beim Verfassungsgerichtshof eingebracht wurde, war nicht erfolgreich.
Die Gemeinde Sölk ist flächenmäßig die drittgrößte Gemeinde der Steiermark (nach Mariazell und Admont).

## Geografie
Die Gemeinde Sölk liegt überwiegend in den Niederen Tauern, die Ortschaft Stein an der Enns im äußersten Norden befindet sich bereits im Ennstal. Sie umfasst die als Sölktal oder Sölktäler bezeichneten Talungen des Sölkbachs und seiner beiden Quellbäche, dem Großsölkbach und dem Kleinsölkbach. Das Sölktal zweigt bei Stein an der Enns gegenüber Gröbming aus dem Ennstal Richtung Süden ab. Bei Großsölk verzweigt es sich in das Richtung Südwesten verlaufende Kleinsölktal mit der Ortschaft und das Großsölktal, das über Sankt Nikolai im Sölktal zum Sölkpass führt und die Schladminger Tauern von den Rottenmanner und Wölzer Tauern östlich trennt. Sonst spricht man hier im Raum beiderseits der beiden Sölktäler von Sölker Alpen.
Der Naturpark Sölktäler, dessen Gebiet mit dem der Gemeinde kongruent ist, gehört zu den fünf steirischen Naturparks.

### Gemeindegliederung
Das Gemeindegebiet umfasst folgende drei Ortschaften bzw. Katastralgemeinden (Fläche Stand 31. Dezember 2023, Einwohner Stand 1. Jänner 2025):
- Großsölk (2.083,19 ha, 458 Ew.) samt Gatschberg, Schatten, Schlein und Stein an der Enns
- Kleinsölk (13.237,89 ha, 544 Ew.) samt Brandstatt, Dörfl, Gelsenberg, Hinterwald, Reith, Schweiger, Sölkdörfl, Stein an der Enns und Vorderwald
- St. Nikolai (13.529,11 ha, 459 Ew.) samt Fleiß, Hochegger und Mößna

Die Gemeindeverwaltung befindet sich im Großsölker Teil von Stein an der Enns.

### Nachbargemeinden
| Michaelerberg-Pruggern | Mitterberg-Sankt Martin                     | Öblarn                                      |
| Schladming             | Kompassrose, die auf Nachbargemeinden zeigt | Irdning-Donnersbachtal (LI)                 |
| Lessach (TA)           | Krakau (MU) Schöder (MU)                    | St. Peter am Kammersberg (MU) Oberwölz (MU) |

## Geschichte
Sölk wurde um 1075 bis 1080 erstmals urkundlich erwähnt. Großsölk war Sitz einer Grundherrschaft. 
Eine Tür und ein Stubeninventar eines Wirthauses von Mössna, datiert aus dem Jahr 1577, gelangte vor 1900 ins 1895 von Karl Lacher gegründete Culturhistorische und Kunstgewerbemuseum. Die Türinschrift mit zwei Zitaten aus dem Johannesevangelium, übersetzt nach Martin Luther, dokumentiert den Einzug der Reformation im Sölktal, weil die Bewohner mit den verweltlichten und inkompetenten Amtsträgern der katholischen Kirche unzufrieden geworden waren.
Die Aufhebung der Grundherrschaften erfolgte 1848; die Ortsgemeinde als autonome Körperschaft entstand 1850. Nach der Annexion Österreichs 1938 kam die Gemeinde zum Reichsgau Steiermark. Am 15. November 1944 stürzte bei der Putzental-Alm ein US-amerikanischer Bomber ab. 1945 bis 1955 war das Gebiet Teil der britischen Besatzungszone in Österreich. 1959 wurde eine Fahrstraße auf Ennstalerseite von Kaltenbach und auf Murtalerseite von der Kreutzerhütte bis zur Sölkpasshöhe errichtet.

### Gemeindepartnerschaften
Seit 1. Juni 1972 besteht eine Gemeindepartnerschaft von Kleinsölk mit der Stadt Ilshofen in Baden-Württemberg, Deutschland.

## Kultur und Sehenswürdigkeiten
Großsölk
- Schloss Großsölk / Naturparkhaus

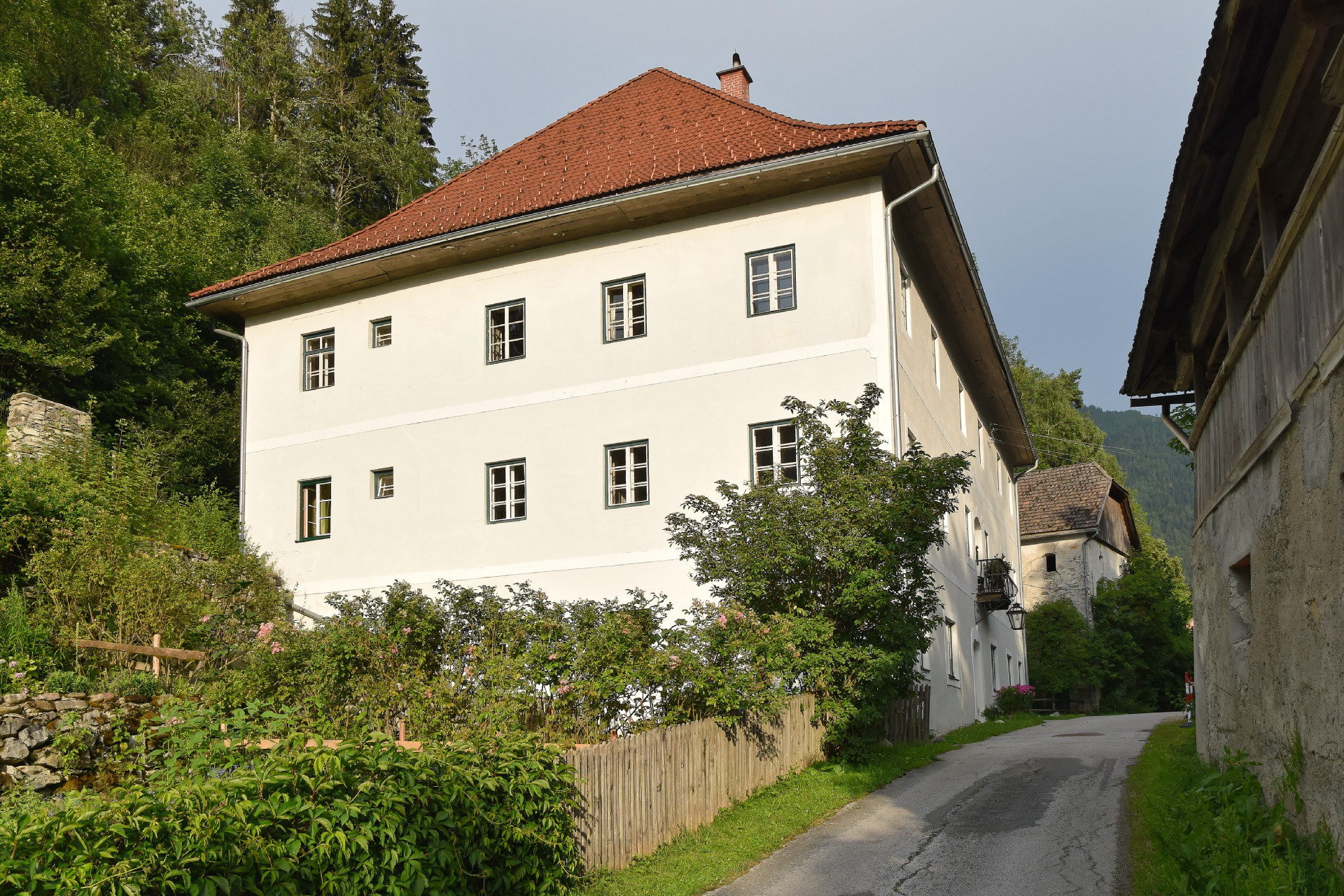
Niederschloss Großsölk

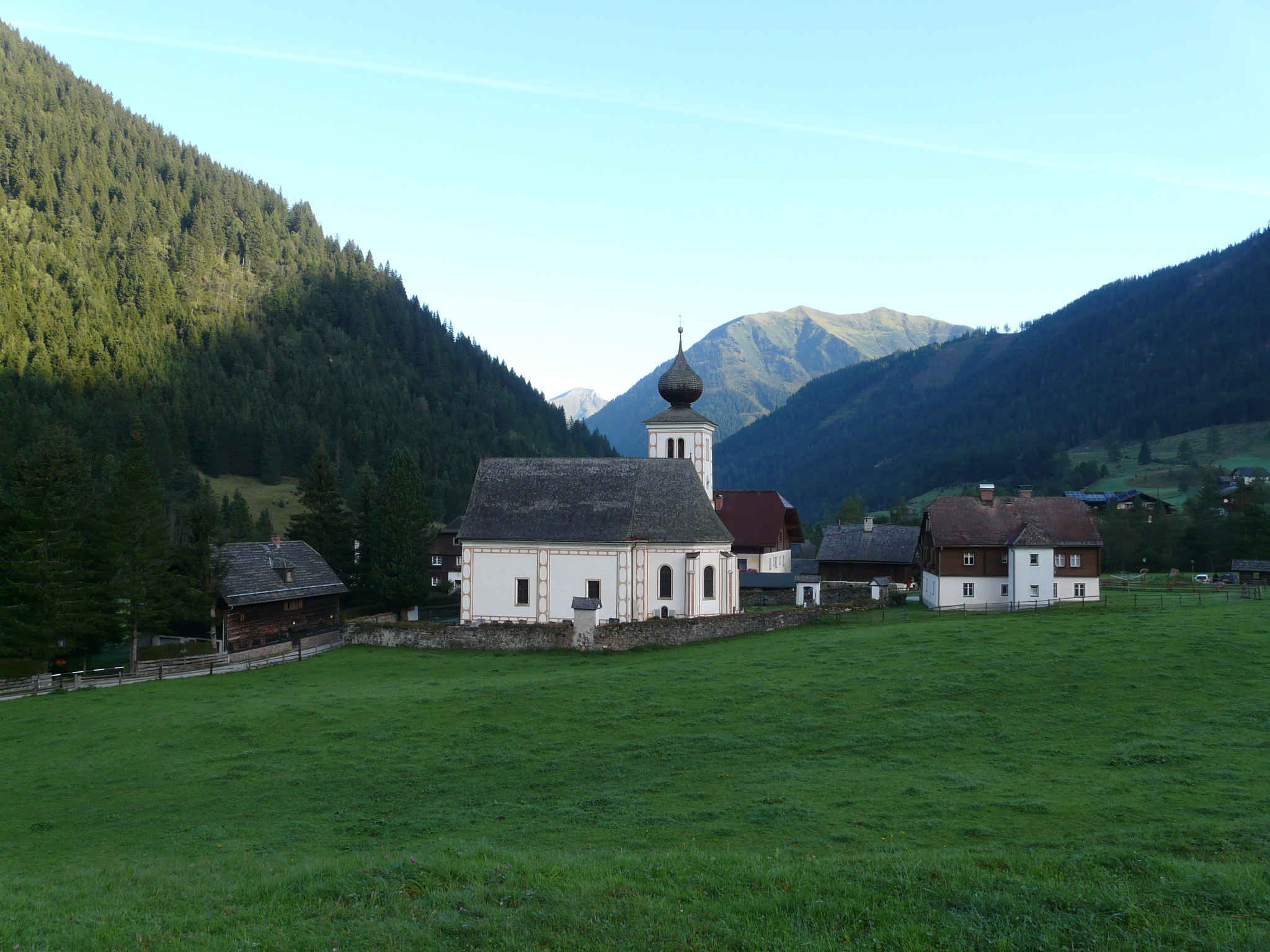
Pfarrkirche St. Nikolai im Sölktal

- Denkmalanlage Niederschloss Großsölk
- Katholische Pfarrkirche Großsölk hl. Leonhard
- Leonhardkreuz Großsölk

Kleinsölk
- Katholische Pfarrkirche Kleinsölk zur Kreuzauffindung
- Kirche Stein an der Enns
- Kirche Kleinsölk

St. Nikolai im Sölktal
- Katholische Pfarrkirche St. Nikolai im Sölktal
- Mesnerhaus / Heimatmuseum

Regelmäßige Veranstaltungen
- „Sölkpassmesse“ am 1. Sonntag im August

## Wirtschaft und Infrastruktur
Gemeindeeigene Betriebe
- Orts- und Infrastrukturentwicklungs-KG
- Kleinkraftwerk Knallbach der Gemeinde Sölk GmbH
- Kläranlage St. Nikolai
- Freibad Mößna
- Schilift Mößna

### Bildung
- Kindergarten Stein an der Enns
- Kindergarten St. Nikolai im Sölktal
- Volksschule Stein an der Enns
- Volksschule St. Nikolai im Sölktal
- Neue Mittelschule Stein an der Enns

## Politik
Der Gemeinderat hat 15 Mitglieder.
- Mit den Gemeinderatswahlen in der Steiermark 2015 hatte der Gemeinderat folgende Verteilung: 9 ÖVP, 3 FPÖ und 3 SPÖ.[7]
- Mit den Gemeinderatswahlen in der Steiermark 2020 hat der Gemeinderat folgende Verteilung: 12 ÖVP, 2 FPÖ und 1 SPÖ.[8]

### Bürgermeister
- seit 2015 Werner Schwab (ÖVP)

### Wappen

Wappen der Vorgängergemeinden
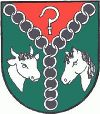
Großsölk
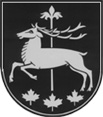
Kleinsölk
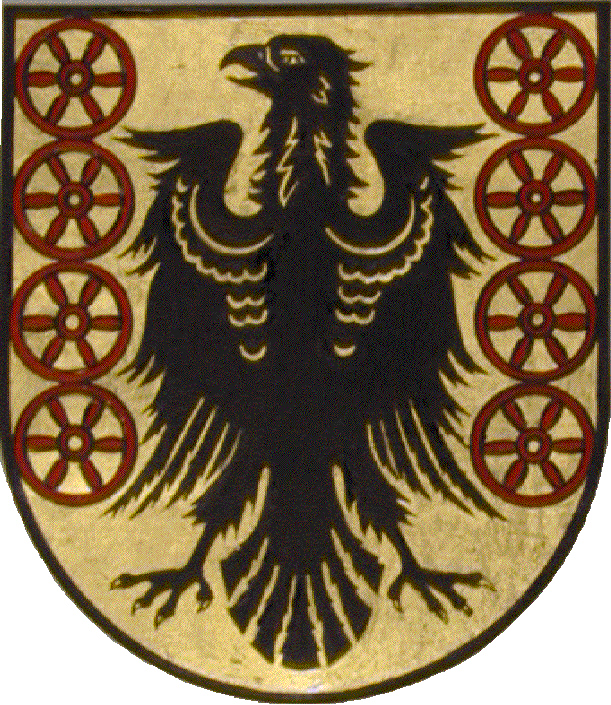
Sankt Nikolai im Sölktal

Alle drei Vorgängergemeinden hatten ein Gemeindewappen. Wegen der Gemeindezusammenlegung verloren diese mit 1. Jänner 2015 ihre offizielle Gültigkeit.
Die Neuverleihung des Gemeindewappens für die Fusionsgemeinde erfolgte mit Wirkung vom 16. November 2015. Die Blasonierung (Wappenbeschreibung) lautet:
„In einem durch eine rot unterlegte silberne Kette im Göpelschnitt geteilten Schild oben in Grün je ein silbernes sechsspeichiges Wagenrad, unten in Schwarz ein springender silberner Hirsch, unterlegt von einem silbernen Lilienstab.“